# British Aerospace Jetstream
British Aerospace Jetstream je 19-sedežno turbopropelersko regionalno potniško letalo razvito na podlagi predhodnika Handley Page Jetstream. Novo letalo ima za razliko bolj sposobne turbopropelerske motorje Garrett TPE331-10UG, predhodnik je uporabljal motorje Turbomeca Astazou. 
Jetstream 31 je prvič poletel 28. marca 1980. Leta 1985 so predstavili verzijo "Jetstream Super 31" znano tudi kot "Jetstream 32". Skupno je bilo zgrajenih 386 letal.

## Specifikacije (Jetstream 31)
Podatki iz Jane's All the World's Aircraft, 1988–1989
Splošne karakteristike
- Posadka: 2
- Število sedežev: 19 potnikov
- Dolžina: 47 ft 1¾ in (14,37 m)
- Razpon kril: 52 ft 0 in (15,85 m)
- Višina: 17 ft 5½ in (5,32 m)
- Površina kril: 271 ft² (25,2 m²)
- Aeroprofil: NACA 63A418 koren, NACA 63A412 konica krila
- Teža praznega letala: 9613 lb (4360 kg)
- Maks. vzletna teža: 15332 lb (6950 kg)
- Pogon letala: 2 ×  turboprop Garrett TPE331-10UG, 940 KM (701 kW)  vsak

 Zmogljivost 
- Maks. hitrost: 263 vozlov (303 mph, 488 km/h)
- Potovalna hitrost: 230 vozlov (264 mph, 426 km/h)
- Hitrost porušitve vzgona: 86 vozlov (99 mph, 159 km/h)
- Doseg: 680 nmi (783 milj, 1260 km)
- Višina leta: 25000 ft (7620 m)
- Hitrost vzpenjanja: 2080 ft/min (10,6 m/s)
- Obremenitev kril: 56,6 lb/ft² (276 kg/m²)
- Razmerje moč/teža: 0,123 KM/lb (0,201 kW/kg)